# Jakub Zakrzewski (poseł)
Jakub Zakrzewski – poseł do Sejmu Krajowego Galicji I kadencji (1861–1866), sekretarz Wydziału Krajowego we Lwowie.
Wybrany w III kurii obwodu Sambor, z okręgu wyborczego Miasto Drohobycz. 